# リヴァンプ・ビジネスソリューションズ
リヴァンプ・ビジネスソリューションズ株式会社 (Revamp Business Solutions) は、流通・小売業・外食産業などの経営支援を主な業務とするリヴァンプグループのIT機能を担う企業。

## 概略
ファーストリテイリング元副社長で企業再生支援ビジネス企業キアコンを運営していた澤田貴司、ファーストリテイリングの社長を務めていた玉塚元一が2005年10月にリヴァンプを設立後、リヴァンプのIT機能を担う会社として2007年12月に設立。
「現場で業務プロセスをつくりながら」「ITシステムを迅速に実装していく」サービスを提供。ITベンダではなく事業の当事者として、業務とITの領域双方に垣根なく向き合っている。社名のリヴァンプは「刷新する」の意味。コンセプトは「企業を芯から元気にする企業」。
2017年10月、親会社である株式会社リヴァンプに統合。